# ぽると出版
ぽると出版（ぽるとしゅっぱん）は、自動車関連（主にバス・商用車）を主にした雑誌・書籍を出版発行している日本の出版社である。

## 概要
九段出版の自動車雑誌『モータービークル』に関わっていた和田由貴夫が独立し、1990年（平成2年）5月22日に設立した。和田が関わって来た大型商用車をメインとした雑誌出版のほか、「クラブバスラマ」ブランドによるバス車両の模型やイベント・ツアー企画、また日本国外の図書の輸入販売も行っている。
当初より小世帯であるが編集と発行を自社でまかなっている。また販売している書店が少ないため通信販売や定期購読も行っている。東京モーターショーやスルッとKANSAIバスまつりなどの自動車・バス関連イベントにも、雑誌のバックナンバーやクラブバスラマの自動車模型などを販売するブースを出店している。

## 沿革
- 1990年5月 - 東京都杉並区で設立
- 1994年12月 - 東京都世田谷区北沢へ移転

## 主な雑誌・書籍
- バスラマ・インターナショナル
- ワーキングビークルズ